# Jægerspris
Jægerspris ligger i Nordsjælland og er en by i Hornsherred med 4.155 indbyggere  (2024), beliggende 6 kilometer nordvest for Frederikssund. Byen opstod cirka 1870 omkring Jægerspris Slot (Se Grevinde Danner). Jægerspris ligger i Frederikssund Kommune og tilhører Region Hovedstaden.
Af seværdigheder kan nævnes en mølle fra Christian 4.'s tid, opført første gang omkring 1415, den nuværende mølle er fra 1854. Kirker med kalkmalerier. Egnsmuseum i Færgegården ved Kronprins Frederiks Bro (opført 1868).
I Jægerspris Nordskov nord for Jægerspris findes Kongeegen (1500-2000 år gammel) og resterne af Storkeegen (ca. 1000 år gammel) og Snoegen (600-700 år gammel).
Forsvaret har en lejr i Jægerspris, Jægersprislejren, og der er skydeterræn nord for byen.
- Gravhøj ved Jægerspris, 1799. 
 Af Søren L. Lange